# Purzec
Purzec is een plaats in het Poolse district  Siedlecki, woiwodschap Mazovië. De plaats maakt deel uit van de gemeente Siedlce en telt 179 inwoners.